# Pázmánd
Pázmánd es un pueblo húngaro perteneciente al distrito de Gárdony, condado de Fejér.

## Superficie
Cuenta con una superficie de 27,15 km².

## Demografía
Hasta 2024 la población era de 2280 habitantes, con una densidad de población de 83,97 hab/km².
| Gráfica de evolución demográfica de Pázmánd entre 2020 y 2024 |
|                                                               |
| Datos según la Oficina Central de Estadística de Hungría.     |